# Szalukapa
A szalukapa  ősi famegmunkáló eszköz, ahol a szerszám éle merőleges a nyélre.  Fajtái az íves felületek kialakítására (vájásra) specializálódott egyszeresen ívelt szalu vagy szalukapa, a két síkban ívelt élű teknővájó kapacs vagy kapacska.
Az asztalosok, ácsok és bodnárok eszköze, bár a modern munkagépek miatt jelentősége erősen csökkent.
Létezik kisebb egykezes és nagyobb kétkezes változata is a balta és fejsze kialakításához hasonlóan.

## A szó eredete
A szótő az elavult szal ige , mely magasabb hanggal: szel (vág, szeletel) ejtve közismert szavunk. Innen képzett a "szaló" szalu, ami egyenértékű a szelő szóval. Hasonlóan képezett szavak a fúr, vés gyökökből származott furó, véső. A kapa szó azt egyértelműsíti, hogy nem a tevékenység, hanem a szerszám főnévi jelentése.

## Fajtái, használata

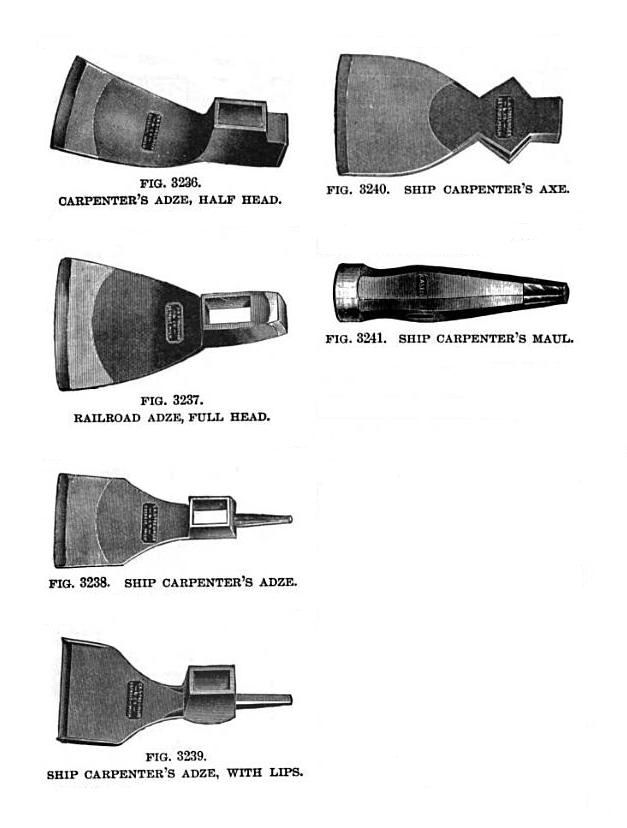
XIX. századi szalukapa és balta típusok
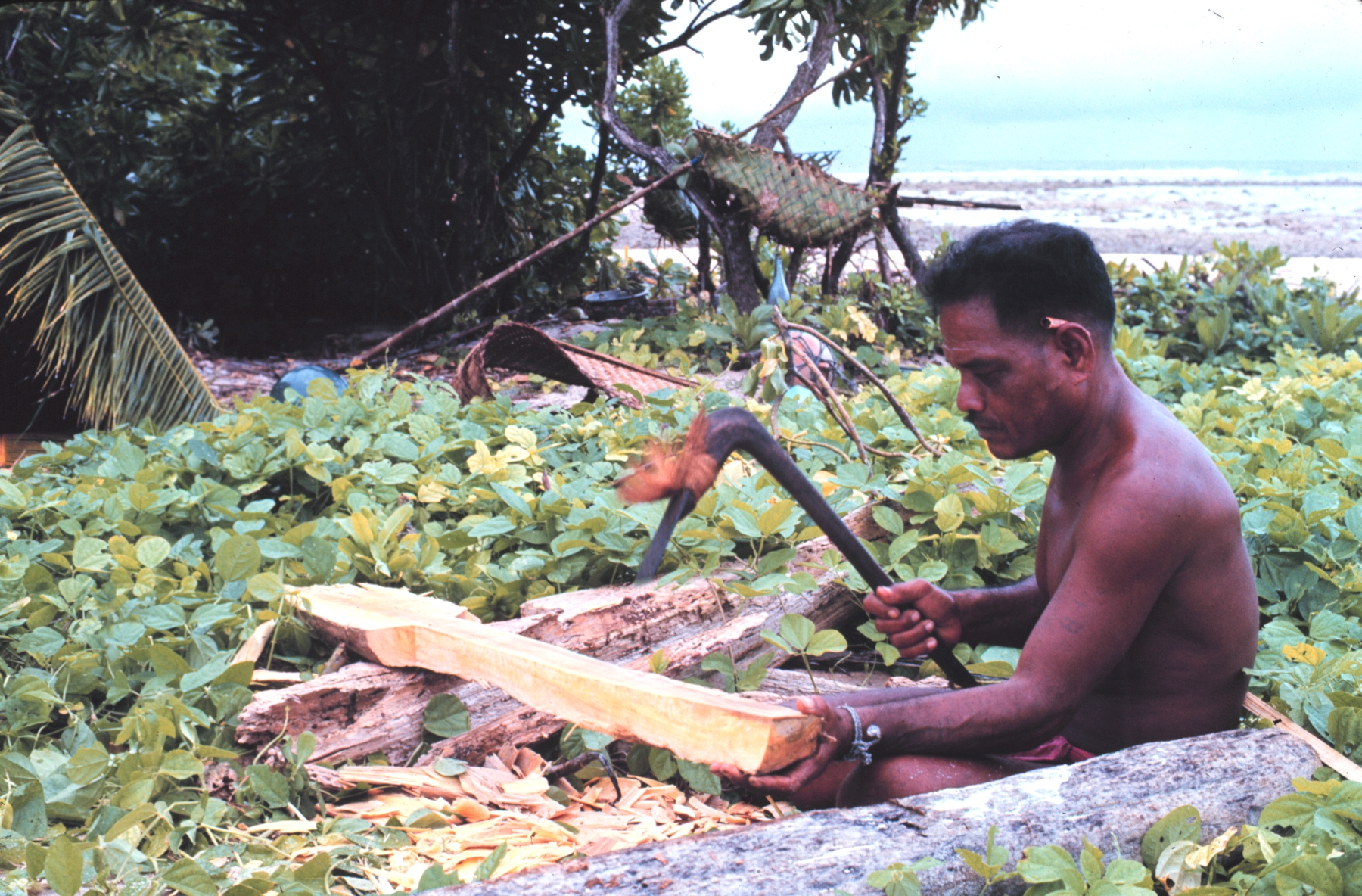
Micronéziai férfi Tobi szigeten, Palauban, evezőt készít wa csónakjához
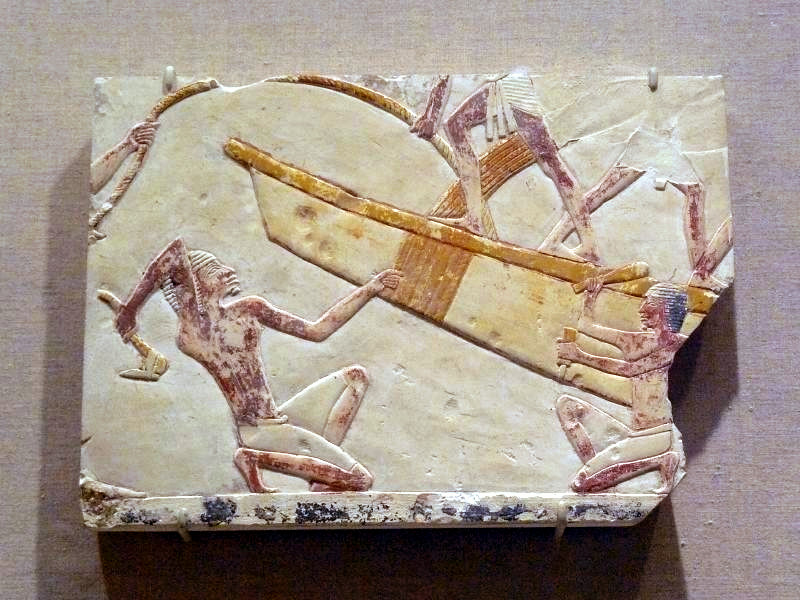
Egyiptomi csónaképítő ábrázolás, ahol a főalak szalukapával dolgozik.
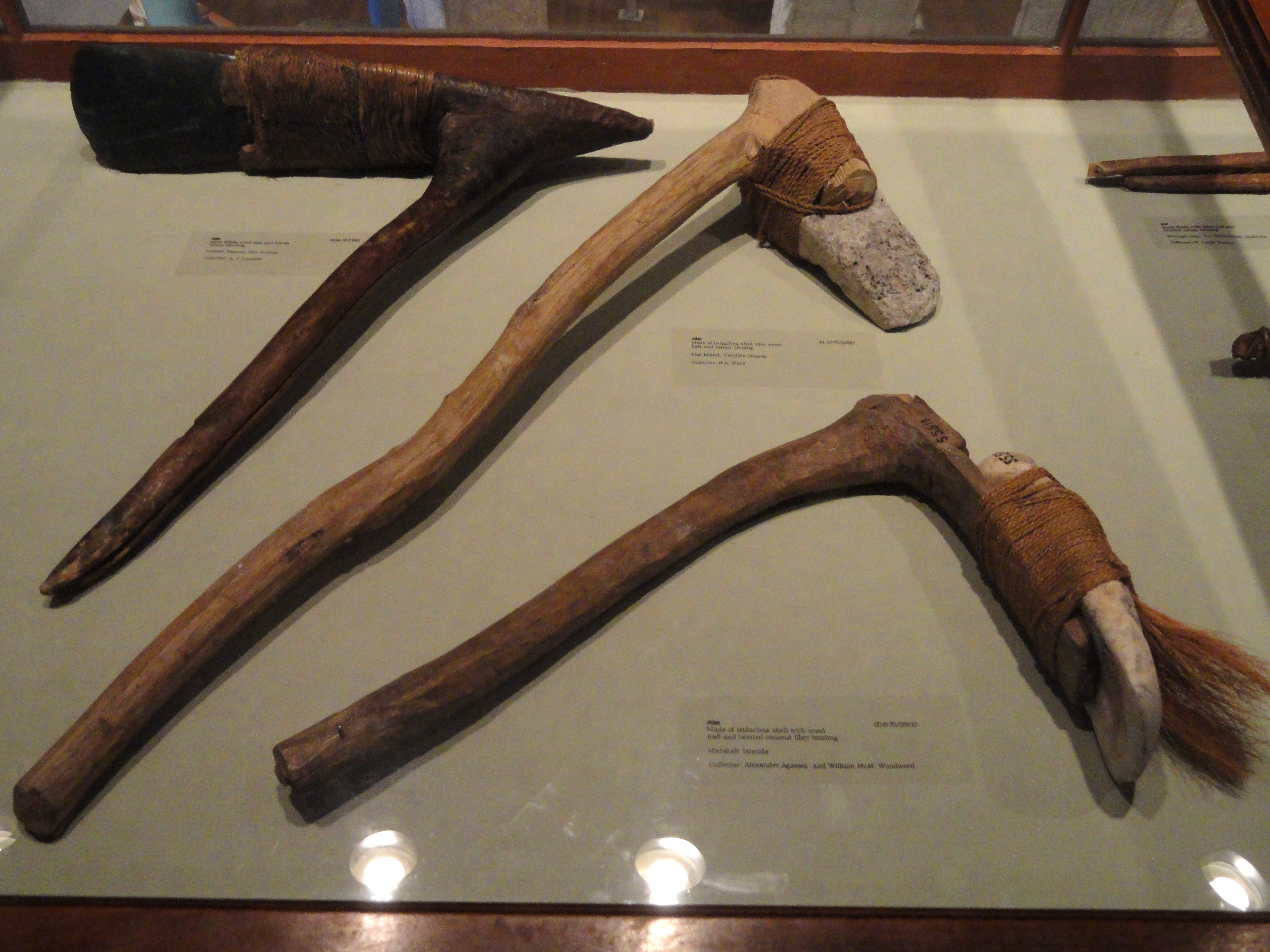
Szalukapák, Marshall és Yap szigetekről - Csendes-óceáni kollekció - Peabody Múzeum, Harvard Egyetem
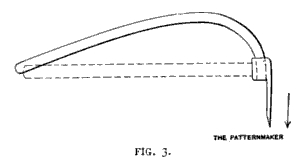
Japán szalukapa, görbe nyéllel.
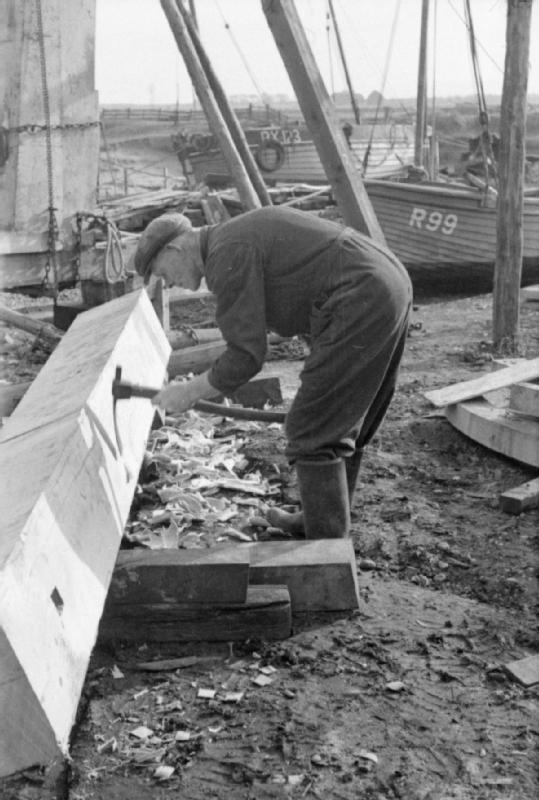
Rye hajógyári munkás szalukapát használ egy halászhajó építésénél, Rye, Sussex, England, UK, 1944 D22783